# جيني دانيلسون
جيني دانيلسون (بالفنلندية: Jenny Danielsson)‏ (30 أغسطس 1994 بفنلندا - ) هي لاعبة كرة قدم فنلندية في مركز الوسط. شاركت مع منتخب فنلندا تحت 20 سنة للسيدات لكرة القدم ‏. أما مع النوادي، فقد لعبت مع Kristianstads DFF ‏ وFC Honka (women) ‏.

## وصلات خارجية
- جيني دانيلسون على موقع الاتحاد الدولي (مؤرشف)  (الإنجليزية)
- جيني دانيلسون على موقع الاتحاد الأوربي (الإنجليزية)
- جيني دانيلسون على موقع اتحاد السويد (السويدية)
- جيني دانيلسون على موقع قاعدة بيانات كرة القدم.إي يو (الإنجليزية)
- جيني دانيلسون على موقع Soccerway.com (الإنجليزية)
- جيني دانيلسون على موقع عالم كرة القدم.نت (الإنجليزية)